# Senhor de Bordonhos
Senhor de Bordonhos, ou Senhor da Honra de Bordonhos, é um título anterior ao reinado de D. Dinis I de Portugal, confirmado por este rei nas Inquirições gerais de 1288, na pessoa de Dona Maria de Negrelos, que se encontrava nesse ano na posse do senhorio.
D. Maria de Negrelos pôde conservar o privilégio de Honra, por ser fidalga, tendo herdado a honra de seus antepassados.
A Honra de Bordonhos tinha "mais de uma légua de extensão", e incluía os padroados das Igrejas de Santa Maria da Várzea e de Bordonhos, desde o ano de 1258.

## História
A Honra de Bordonhos, como "senhorio de geração espontânea" (as honras eram produto da chamada Reconquista, sendo assim imposições do poder senhorial, independentes de atos régios), remontava, provavelmente, a um período muito anterior ao reinado de D. Dinis, sendo que o padroado da Igreja de São João Baptista está documentado como sendo dos senhores de Bordonhos desde o ano de 1258; mas foi nas Inquirições, ordenadas por este monarca no ano de 1288, que foi produzido um primeiro diploma régio confirmando e legitimando a sua existência, estando então na posse da acima referida fidalga, D. Maria de Negrelos.
Maria de Negrelos foi casada com Afonso Vivas, irmão do bispo de Viseu, D. Miguel Vivas. Do casamento nasceu um filho, Nuno Afonso Vivas, que de mulher desconhecida teve uma única filha, Aldonça Nunes Vivas, que foi assim a 3.ª senhora de Bordonhos e casou com João Pires Homem.
Deste casal foi neto Heitor Homem, 7.º senhor de Bordonhos, que casou com D. Isabel (ou Beatriz) de Sousa. De acordo com Felgueiras Gaio, seria filha de D. Lopo Dias de Sousa (1337 - 07.08.1377), bisneto do rei D. Afonso III, e Alcaide-mor do Castelo de Chaves por mercê de D. Fernando I (e também senhor das vilas de Mafra e Ericeira, em conjunto com seu sobrinho do mesmo nome, Dom Lopo Dias de Sousa, o famoso mestre da Ordem de Cristo). Para o escritor e genealogista Abranches de Soveral, porém, é mais provável que fosse da casa dos Sousa do Prado, cujas armas os senhores de Bordonhos viriam a usar, filha de João Freire de Andrade com Guiomar de Sousa.

### Os Lopes de Sousa (séc. XVI)
Sucedeu assim na casa de Bordonhos a filha deste casal, também chamada Isabel de Sousa, que casou com Fradique Lopes de Alvim (1448 - depois de 1501), alcaide-mor do Castelo de Chaves em 1485, que - ainda segundo o genealogista Felgueiras Gaio - era filho de Fradique Lopes Fradique (nobre inglês que veio para Portugal na comitiva de João de Gante, duque de Lencastre), e de Isabel de Alvim.
Na sequência deste casamento, os senhores de Bordonhos começariam a usar, predominantemente, os sobrenomes Lopes de Sousa, certamente em homenagem aos seus ilustres antepassados da linhagem dos Sousas.
Deste casal foi filho João de Sousa Homem, 9.º senhor de Bordonhos, que faleceu no Porto em 13.07.1563, tendo casado com D. Isabel Pinheiro (que em 1563 obteve a renovação dos prazos que eram do seu marido), filha ilegítima de D. Diogo Pinheiro, 1.º bispo do Funchal, e irmã de D. Rodrigo Pinheiro (c. 1482 - 1572), bispo de Angra e depois bispo do Porto.

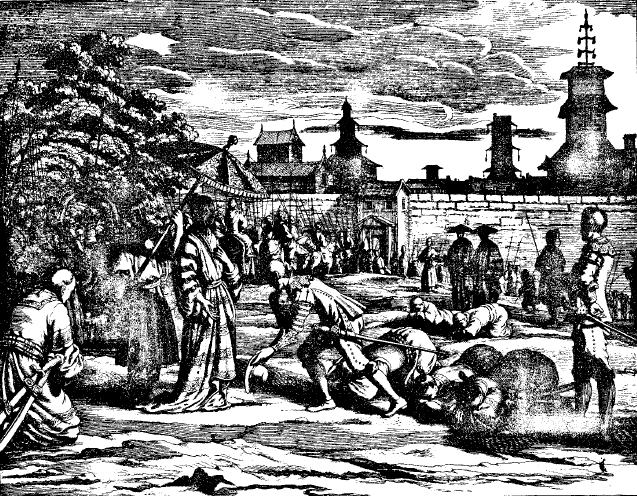
Pedro Lopes de Sousa, filho mais novo do 10.º senhor de Bordonhos, foi o 1.º governador do Ceilão português. Faleceu em combate no ano de 1594, na campanha de Danture. Na gravura acima, cumprimenta a princesa D. Catarina, herdeira do reino de Cândia

O filho primogénito, Diogo Lopes de Sousa, herdou a casa dos pais, sendo assim o 10.º senhor de Bordonhos; e, "no último dia de agosto de 1564 justificou serem seus os padroados de Santa Maria da Várzea e de São João de Bordonhos .. que forão sempre dos possuidores da quinta de Bordonhos ... de que estavão de posse há mais de duzentos annos". Casou com sua prima direita, D. Isabel de Sousa.
Tiveram filho primogénito a Rui Lopes de Sousa (c. 1534 - Chaves, 20.11.1625), 11.º senhor de Bordonhos, que esteve na batalha de Alcácer Quibir, de onde regressou resgatado à sua custa, e se recusou a reconhecer Filipe I de Portugal como rei, pelo que foi excluído do perdão geral de 1581. Foi comendador de Porto de Mós na Ordem de Cristo e casou cerca de 1560 com D. Maria da Silva, trineta de Lourenço Mendes de Vasconcelos, senhor da honra de Nomães, e Morgada e administradora do vínculo do Pinheiro, em Santa Maria de Alheira (Barcelos), que passou assim, por via deste casamento, para a casa de Bordonhos.
De Rui Lopes de Sousa foi irmão segundogénito Pedro Lopes de Sousa, personalidade marcante da História da expansão portuguesa, e da História do Sri Lanka, como 1.º governador do Ceilão português, tendo falecido em combate na campanha de Danture, em 9 de outubro de 1594.

### Lopes de Sousa e Lemos (sécs. XVIII  e XIX)
A varonia da casa de Bordonhos passaria, várias gerações mais tarde, para um ramo segundogénito dos Lemos, senhores da Trofa, pelo casamento - em 29 de maio de 1733 - de D. Tomásia Margarida de Sousa, filha herdeira de Diogo Lopes de Sousa, 18º senhor de Bordonhos, e de sua mulher D. Maria Josefa de Almeida Castelo-Branco (herdeira do vínculo de Santar, que incluía a chamada Casa das Fidalgas), com Xavier Francisco de Lemos, filho mais novo de Bernardo de Carvalho e Lemos, 8.º senhor da Trofa.

A Casa das Fidalgas, parte integrante do morgado de Santar, que passou por casamento para a casa dos senhores de Bordonhos, em finais do século XVII

Deste casal foi filho primogénito Fradique Lopes de Sousa e Lemos (nascido em Santar, a 14 de setembro de 1735), 20.º senhor de Bordonhos, tendo a sucessão da casa seguido a sua linha masculina de descendência até o 24.º e último senhor de Bordonhos, D. Rui Lopes de Sousa e Lemos de Carvalho e Vasconcelos, que nasceu após o 1.º quartel do século XIX, tendo falecido sem geração em 1914. Ele foi também chefe da primogenitura da varonia dos Lemos da Trofa, 14.º administrador do vínculo de Pinheiros, em Barcelos e 9.º senhor do vínculo de Santar.
O irmão mais novo do 20.º senhor de Bordonhos, Bernardo de Carvalho e Lemos, Morgado do Outeiro e Ladário por sua mulher, D. Rosa de Abreu Castelo Branco e Gusmão (descendente de D. Pedro de Chaves e Gusmão, do Marquesado de Cardeñosa), teve descendência masculina, que viria a herdar duas gerações mais tarde, por casamento, o senhorio dos Direitos Reais de Paredes da Beira. Com sucessão até hoje, na família Sousa Pinto, da Casa da Torre das Pedras, em Paredes da Beira, nos Lemos de Azevedo Taborda, da casa-solar e morgado de Mouronho, e nos Queiroz de Ataíde e Lemos, da Casa e quinta do Cruzeiro, em Viseu.

### Representação atual
Pedro Brum da Silveira Pinto da Fonseca (Bitarães, Casa de Coura, 16.11.1902 - Santar, Casa das Fidalgas, 11.01.1978), primo em 3.º grau do acima referido 24.º e último senhor de Bordonhos, acabaria por herdar parte do património do antigo morgadio de Bordonhos. Faleceu sem deixar geração, tendo doado, em 1975, a quinta e Palácio de Santar, mais conhecida por "Casa das Fidalgas", à família do atual duque de Bragança.
A representação dos senhores de Bordonhos ficaria assim na descendência de D. Maria Antónia Adelaide Taveira de Sousa Alvim Lemos e Menezes (1821 - 1907), 2.ª viscondessa de Guiães, neta materna do 21.º senhor de Bordonhos; casou, em 24.05.1836, com João da Silveira Pinto da Fonseca, 2.º visconde da Várzea de Abrunhais. 
O neto deste casal, João da Silveira Pinto da Fonseca, 3.º visconde da Várzea, casou com D. Helena Maria de Vasconcelos e Sousa, 7.ª marquesa de Castelo Melhor, com descendência na qual esses títulos continuaram até hoje.

## Lista dos Senhores e Morgados de Bordonhos
1. D. Maria de Negrelos (senhora de Bordonhos, nas Inquirições de 1288)
2. Nuno Afonso Vivas, filho da anterior
3. Aldonça Nunes Vivas, filha do anterior
4. Pedro Anes Homem, filho da anterior
5. Gonçalo Anes Homem, irmão do anterior
6. Gonçalo Anes Homem, o moço, irmão do anterior
7. Heitor Homem, filho do anterior
8. D.Isabel de Sousa, filha do anterior
9. João de Sousa Homem, filho da anterior
10. Diogo Lopes de Sousa, filho do anterior
11. Rui Lopes de Sousa, filho do anterior
12. João de Sousa da Cunha, filho do anterior
13. Rui Lopes de Sousa, filho do anterior
14. Fradique Lopes de Sousa, filho do anterior
15. Diogo Lopes de Sousa, filho do anterior
16. Rui Lopes de Sousa, filho do anterior
17. Fradique Lopes de Sousa, irmão do anterior
18. Diogo Lopes de Sousa, filho do anterior
19. D. Tomásia Margarida (Lopes) de Sousa, filha do anterior
20. Fradique Lopes de Sousa e Lemos, filho da anterior
21. Rui Lopes de Sousa e Lemos, filho do anterior
22. Fradique Lopes de Sousa Alvim e Lemos, filho do anterior
23. Diogo Lopes de Sousa Alvim e Lemos, irmão do anterior
24. D. Rui Lopes de Sousa e Lemos de Carvalho e Vasconcelos, filho do anterior